# Worek samorozprężalny

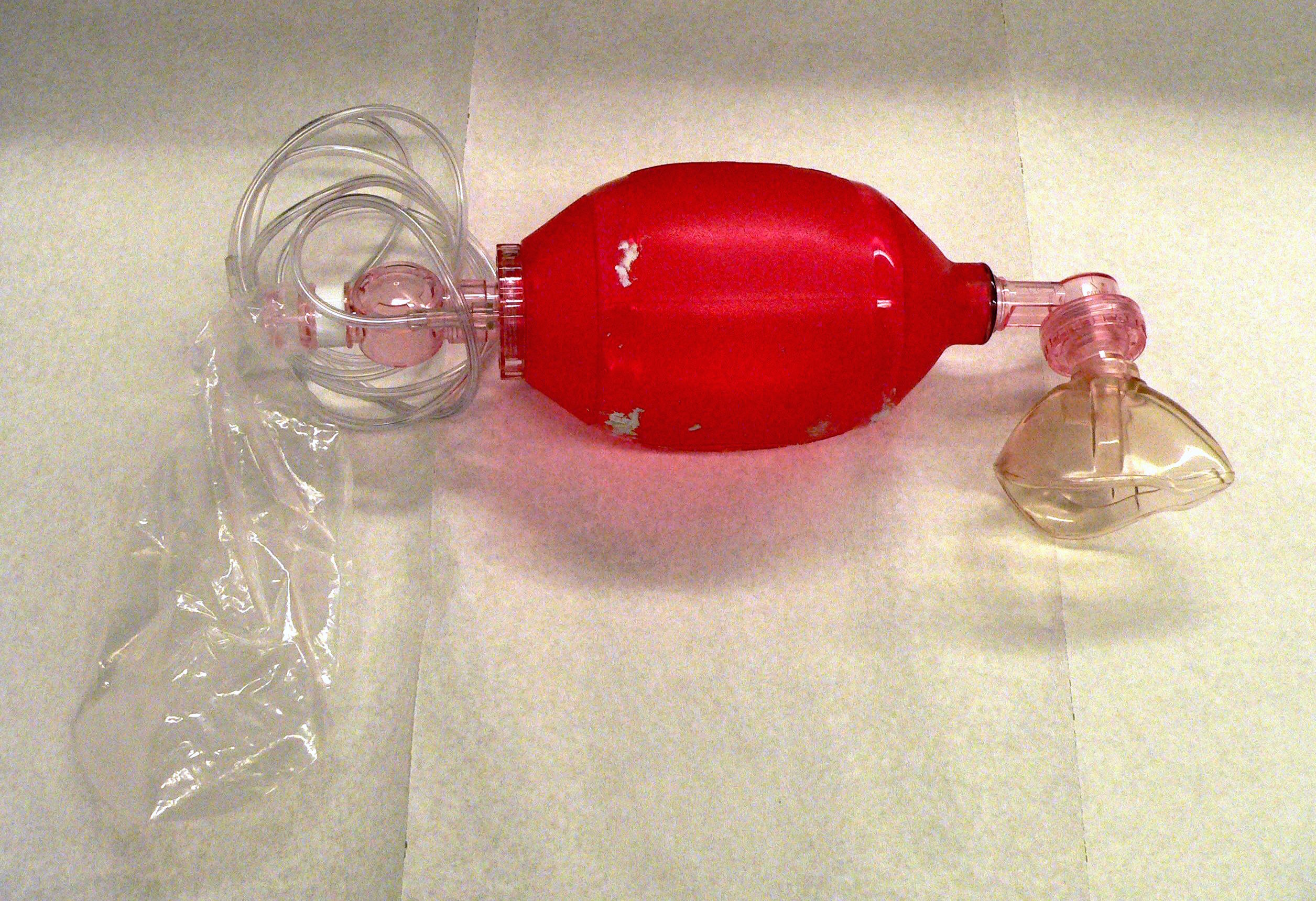
Worek samorozprężalny, tutaj połączony z maską twarzową, zestawem do podawania tlenu oraz workiem będącym rezerwuarem tlenowym

Worek samorozprężalny, resuscytator ręczny – przyrząd wykorzystywany w resuscytacji pacjenta nieoddychającego lub oddychającego w sposób nieefektywny, umożliwiający wentylację wysokimi stężeniami tlenu. Wchodzi w skład standardowego wyposażenia zespołu ratunkowego; w żargonie zawodowym ratowników medycznych często nazywany workiem ambu (od firmy Ambu, producenta jednego z pierwszych tego typu urządzeń).
Połączony jest z maseczką zakładaną na usta i nos pacjenta lub z rurką intubacyjną. Często ma możliwość podłączenia tlenu. Wielkość worka jest zależna od zastosowania. Produkowane są rozmiary dla dzieci, dorosłych oraz uniwersalne. W niektórych modelach możliwa jest sterylizacja.
Bez dodatkowej podaży tlenu worek samorozprężalny umożliwia wentylację powietrzem atmosferycznym, czyli tlenem o stężeniu 21%. Po podłączeniu do worka tlenu o przepływie {\displaystyle 5{\text{–}}6\ \mathrm {\tfrac {l}{min.}} } uzyskuje się wzrost stężenia tlenu do 45%, a po zwiększeniu przepływu do {\displaystyle 10\ \mathrm {\tfrac {l}{min.}} } i zastosowaniu dodatkowego rezerwuaru możliwe jest uzyskanie stężenia ok. 85%.